# Sân bay Đào Viên MRT
Sân bay quốc tế Đào Viên Đài Loan MRT (mass rapid transit, Hệ thống giao thông đại chúng tốc độ cao) hoặc Sân bay MRT (mã A) là một tuyến của Tàu điện ngầm Đào Viên.

## Ga

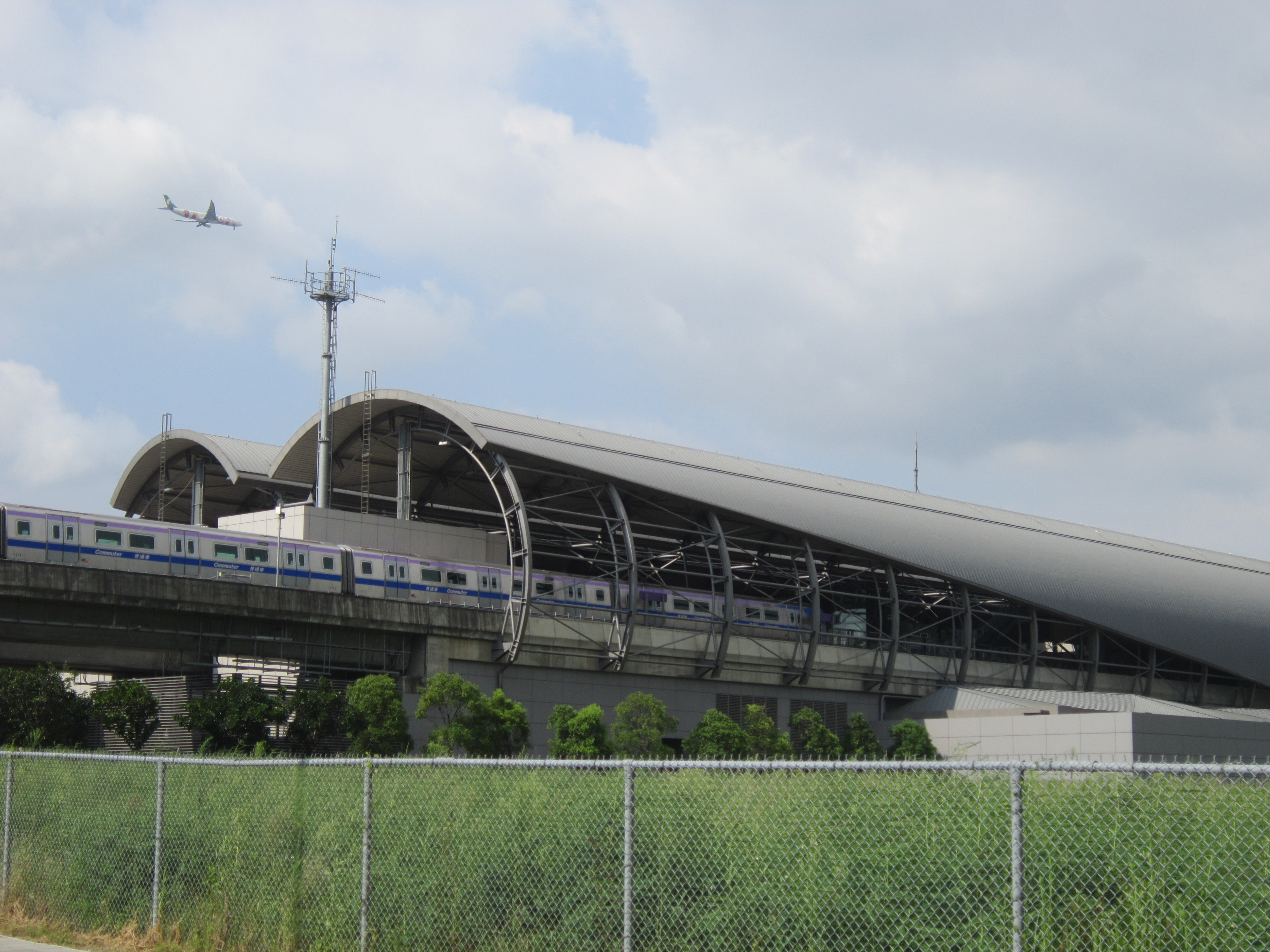
Tàu thông hành rời ga Khu công nghiệp Tân Bắc

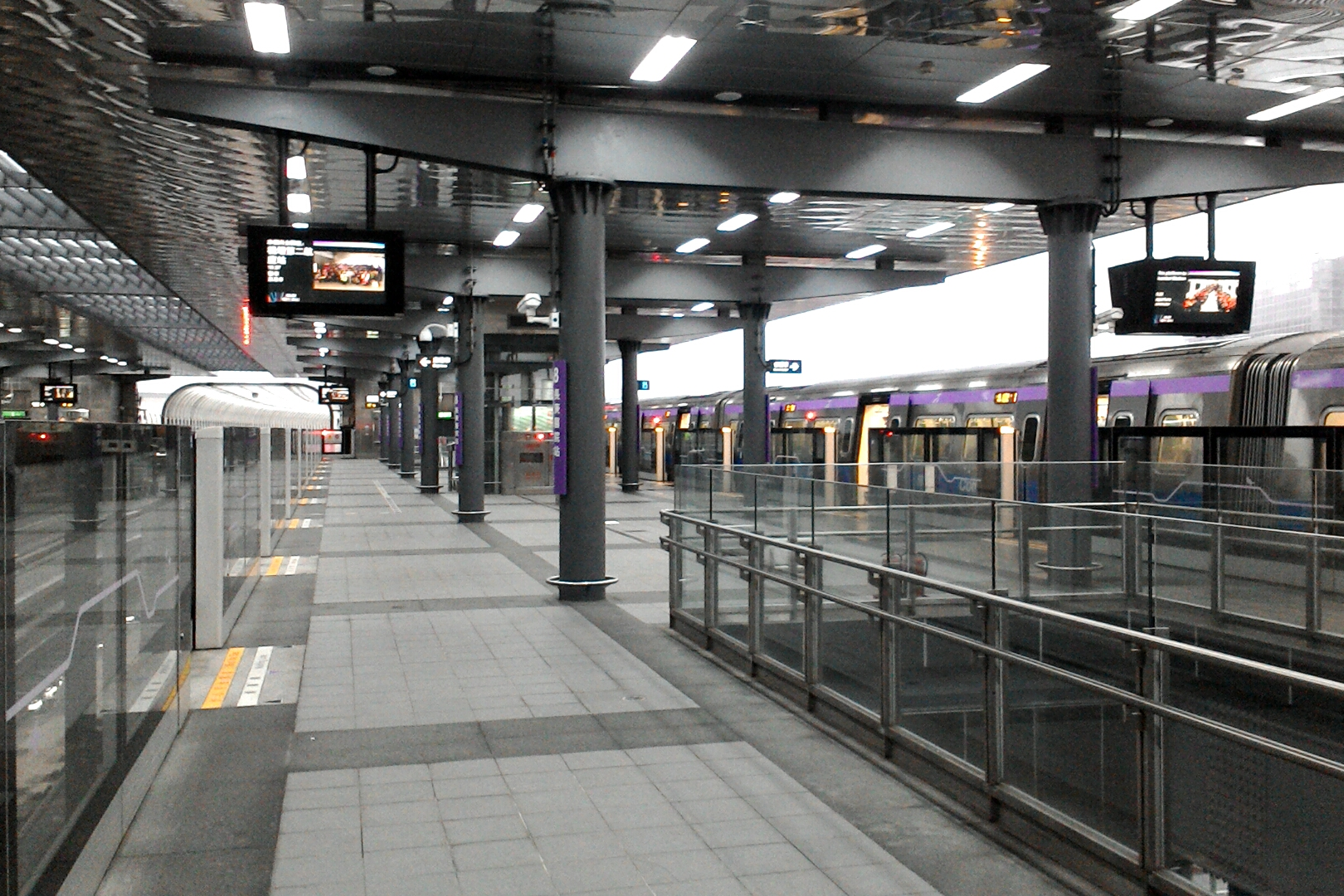
Ke ga Bệnh viện Trường Canh

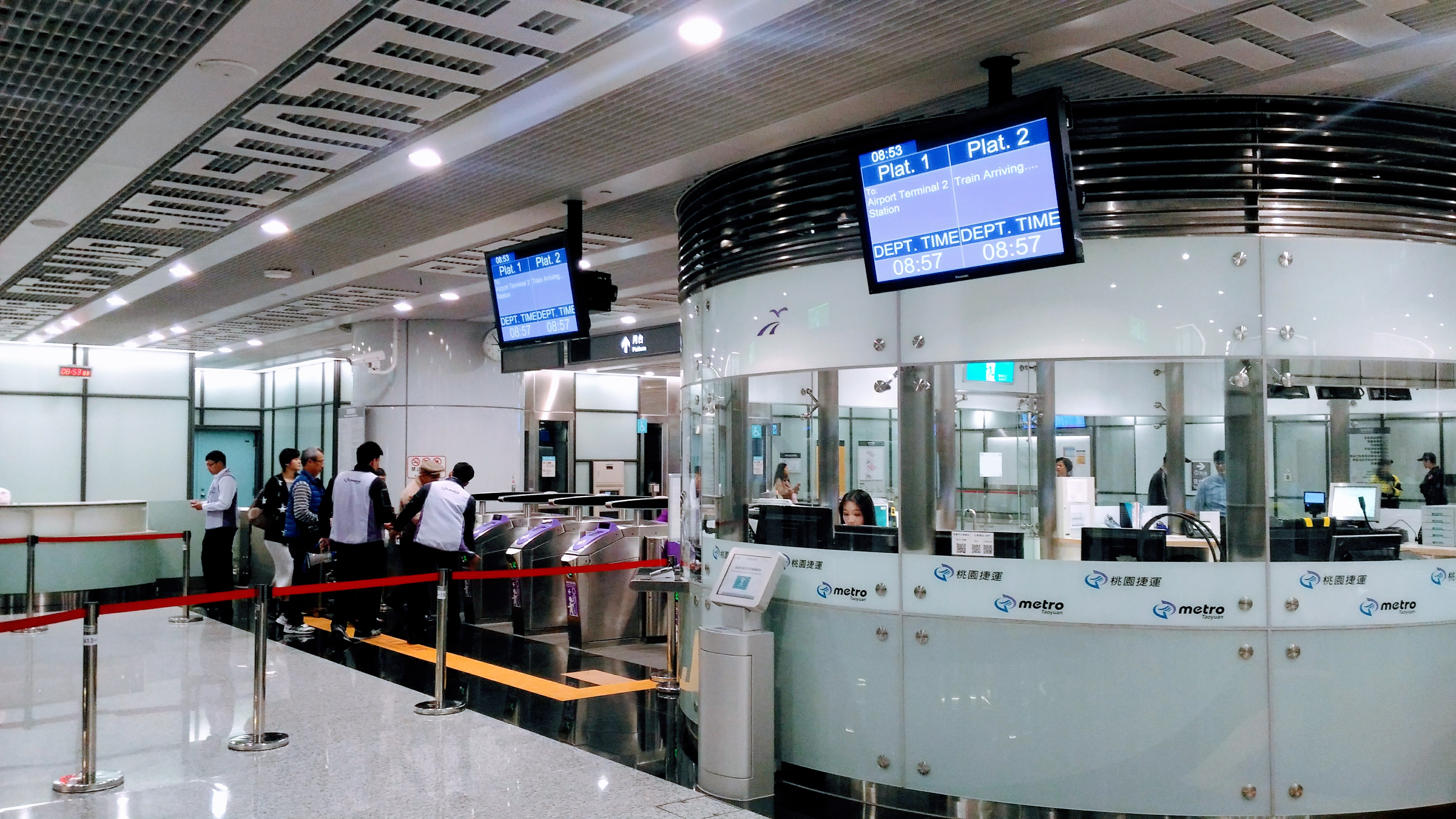
Quầy vé và thông tin tại Nhà ga 2 sân bay

Một số trạm đã được chọn để cài đặt nghệ thuật công cộng.
- Dịch vụ:[5]
  - T - Tàu thông hành
  - H - Tàu tốc hành

| Dịch vụ | Dịch vụ | Mã   | Tên ga                              | Tên ga       | Kết nối | Vị trí      | Vị trí   |  |
| T       | H       | Mã   | Tiếng Việt                          | Tiếng Trung  | Kết nối | Vị trí      | Vị trí   |  |
| ------- | ------- | ---- | ----------------------------------- | ------------ | --- | ----------- | -------- |  |
|         |         |      |                                     |              | |             |          |  |
| ●       | ●       | A1   | Đài Bắc                             | 台北車站     | 200 m: Bờ Tây (100) (TPE/02) · 300 m: Hệ thống đường sắt đô thị Đài Bắc (R10) Hệ thống đường sắt đô thị Đài Bắc (BL12) Hệ thống đường sắt đô thị Đài Bắc (G13) | Trung Chính | Đài Bắc  |  |
| ●       | ｜      | A2   | Tam Trọng                           | 三重         | Hệ thống đường sắt đô thị Đài Bắc (O15) | Tam Trọng   | Tân Bắc  |  |
| ｜      | ｜      | A2a  | Nhị Trọng                           | 二重         | | Tam Trọng   | Tân Bắc  |  |
| ●       | ●       | A3   | Công Viên Công Nghiệp Tân Bắc       | 新北產業園區 | Hệ thống đường sắt đô thị Đài Bắc (2017) | Tân Trang   | Tân Bắc  |  |
| ●       | ｜      | A4   | Khu Trung Tâm Ngoại Thành Tân Trang | 新莊副都心   | | Tân Trang   | Tân Bắc  |  |
| ●       | ｜      | A5   | Thái Sơn                            | 泰山         | | Thái Sơn    | Tân Bắc  |  |
| ｜      | ｜      | A5a  | Bệnh viện Phụ Đại                   | 輔大醫院     | | Thái Sơn    | Tân Bắc  |  |
| ●       | ｜      | A6   | Thái Sơn Quý Hòa                    | 泰山貴和     | | Thái Sơn    | Tân Bắc  |  |
| ●       | ｜      | A7   | Đại học thể thao quốc gia Đài Loan  | 體育大學     | | Quy Sơn     | Đào Viên |  |
| ●       | ●       | A8   | Bệnh viện Trường Canh               | 長庚醫院     | | Quy Sơn     | Đào Viên |  |
| ●       | ｜      | A9   | Lâm Khẩu                            | 林口         | | Lâm Khẩu    | Tân Bắc  |  |
| ●       | ｜      | A10  | Sơn Tị                              | 山鼻         | | Lô Trúc     | Đào Viên |  |
| ●       | ｜      | A11  | Khanh Khẩu                          | 坑口         | | Đại Viên    | Đào Viên |  |
| ●       | ●       | A12  | Nhà ga 1 sân bay                    | 機場第一航廈 | TPE | Đại Viên    | Đào Viên |  |
| ●       | ●       | A13  | Nhà ga 2 sân bay                    | 機場第二航廈 | TPE | Đại Viên    | Đào Viên |  |
| ｜      | ｜      | A14  | Nhà ga 3 sân bay                    | 機場第三航廈 | TPE | Đại Viên    | Đào Viên |  |
| ●       | ｜      | A14a | Khách sạn sân bay                   | 機場旅館     | | Đại Viên    | Đào Viên |  |
| ●       | ｜      | A15  | Đại Viên                            | 大園         | G (Planned) | Đại Viên    | Đào Viên |  |
| ●       | ｜      | A16  | Hoành Sơn                           | 橫山         | | Đại Viên    | Đào Viên |  |
| ●       | ｜      | A17  | Lĩnh Hàng                           | 領航         | | Đại Viên    | Đào Viên |  |
| ●       | ●       | A18  | Đường sắt cao tốc Đào Viên          | 高鐵桃園站   | (TAY/04) | Trung Lịch  | Đào Viên |  |
| ●       | ｜      | A19  | Khu liên hợp thể thao Đào Viên      | 桃園體育園區 | | Trung Lịch  | Đào Viên |  |
| ●       | ｜      | A20  | Hưng Nam                            | 興南         | | Trung Lịch  | Đào Viên |  |
| ●       | ●       | A21  | Hoàn Bắc                            | 環北         | | Trung Lịch  | Đào Viên |  |
|         |         | A22  | Sông Lão Nhai                       | 老街溪       | | Trung Lịch  | Đào Viên |  |
|         |         | A23  | Trung Lịch                          | 中壢         | Bờ Tây (108) | Trung Lịch  | Đào Viên |  |
|         |         |      |                                     |              | |             |          |  |